# Željko Franulović
Željko Franulović, född 13 juni 1947 i Split, Kroatien (dåvarande Jugoslavien), är en kroatisk högerhänt tidigare professionell tennisspelare.

## Tenniskarriären
Željko Franulović spelade professionell tennis 1969-1983 och vann perioden 1969-1977 totalt 9 singel- och 7 dubbeltitlar. Han var särskilt framgångsrik på grus och vann 7 av sina singeltitlar på det underlaget. Franulovic är framförallt känd för sin finalplats i Grand Slam-turneringen Franska öppna 1970, som han dock förlorade mot den tjeckiske spelaren Jan Kodeš. Året dessförinnan hade han i samma turnering nått kvartsfinal och på vägen dit besegrat spelare som Roy Emerson. Säsongen 1971 förlorade han semifinalen i Franska öppna mot Kodes. Sin främsta singelranking som ATP-spelare (uppgifter endast från 1973), nummer 33, nådde han 1977.    
Sina singeltitlar vann han genom att finalbesegra bland andra Arthur Ashe (Indianapolis, 1969), Manuel Orantes (Monte Carlo och Buenos Aires, 1970), Ilie Nastase (Macon och Buenos Aires, 1971). Sin sista titel vann han 1977 i München genom finalseger över Victor Pecci.    
Franulovic deltog i det jugoslaviska Davis Cup-laget 1967-71 och 1973-80. Han spelade totalt 59 matcher för laget och vann 32 av dem. Efter avslutad aktiv spelarkarriär fungerade han 1994-96 som kroatisk icke spelande lagkapten. 

## Spelaren och personen
Franulovic har efter tenniskarriären ägnat sig åt administrativa uppgifter inom spelarorganisationen ATP och bland annat varit direktör för ATP-tureningen i Frankfurt (1990-95), seniortouren (1993-94), och flera liknande uppdrag under 2000-talet, däribland från 2004 direktör för Monte Carlo-turneringen. Från 2004 är han också medlem av ATP:s styrelse. Han är bosatt i Monte Carlo.

## Grand Slam-finaler, singel (1)

### Finalförluster (1)
| År   | Mästerskap    | Finalmotståndare | Resultat    |
| 1970 | Franska öppna | Jan Kodeš        | 2-6 4-6 0-6 |

## Tourtitlar, singel (9)
- 1969 - Indianápolis
- 1970 - Monte Carlo, Kitzbuehel, Buenos Aires
- 1971 - New York (inomhus), Macon, Indianápolis, Buenos Aires
- 1977 - München